# Troglohyphantes drenskii
Troglohyphantes drenskii este o specie de păianjeni din genul Troglohyphantes, familia Linyphiidae, descrisă de Deltshev, 1973.
Este endemică în Bulgaria. Conform Catalogue of Life specia Troglohyphantes drenskii nu are subspecii cunoscute.